# Грб Далмације
Грбови Далмације су кроз историју увек представљани као три златне главе лаве са крунама, у формацији 2:1, на плавој позадини. Као такви, доспели су и на садашњи грб Хрватске, у круни изнад шаховнице.
- Грб Хрватске. У круни изнад штита, у средини стоји грб Далмације.